# Transportul în Belgrad

## Urban
Belgrad are o bază vastă de sistem de transport public. Transportul în orașul public din Belgrad este format din autobuze, tramvaie și troleibuze. Acestea sunt operate de GSP Beograd și companii de transport privat. Toate sunt dotate cu Sistem Integrat de Bilete (ITS). Biletele pot fi achiziționate în numeroase chioșcuri sau de la șofer. Acestea trebuie să fie anulate în interiorul vehiculului și sunt bune doar pentru o plimbare.

### Autobuze

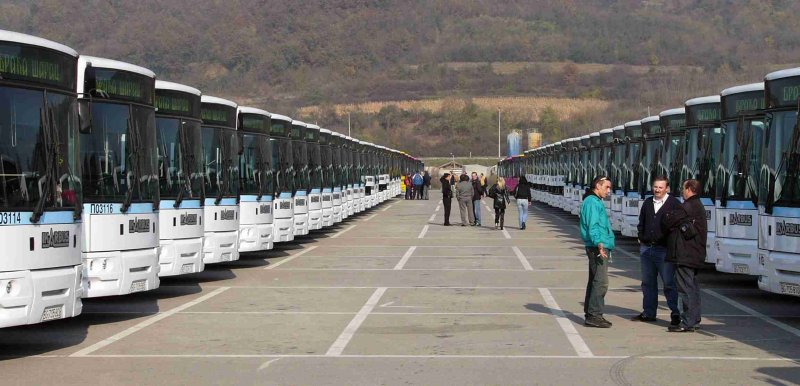
195 de noi autobuze livrate pentru mai multe transportatori privat, 65 dintre acestea pentru „Luv braća Šarac”

Transportul cu autobuzul este operat de 7 transporturi principale:
- Gradsko saobraćajno preduzeće Beograd (GSP) - deținut de compania orașului
- Saobraćajno preduzeće Lasta
- Udruženje privatnih prevoznika (Asociația transporturilor private)
- Luv braća Šarac
- Poslovno udruženje Beobus
- Tamnava trans
- Domeco

Autobuzele GSP sunt deseori numite državni (autobuze de stat) sau gradski (autobuze orășene), în timp ce altele sunt menționate ca privatni (autobuze private). Există 112 de linii normale, și 22 de linii de noapte. Fiecare dintre linii normale este operat de GSP și de către unul dintre ceilalți transportatori, în timp ce liniile de noapte sunt efectuate numai de către transportatorii privați. Transporturile private au fost introduse în anii 1990, după mai multe lovituri la GSP, care a avut monopol până atunci. Au existat multe eforturi fără succes de către guvernul orașului după 2000 pentru a unifica biletele în același sistem. În cele din urmă, în 2004, sa convenit că ITS (sistem de tarif integrat) va fi introdus. Aceste 6 companii vor avea transport public până în 2012, în cazul în care guvernul orașului va decide dacă GSP va rămâne singura companie de transport.

### Tramvaie și troleibuze

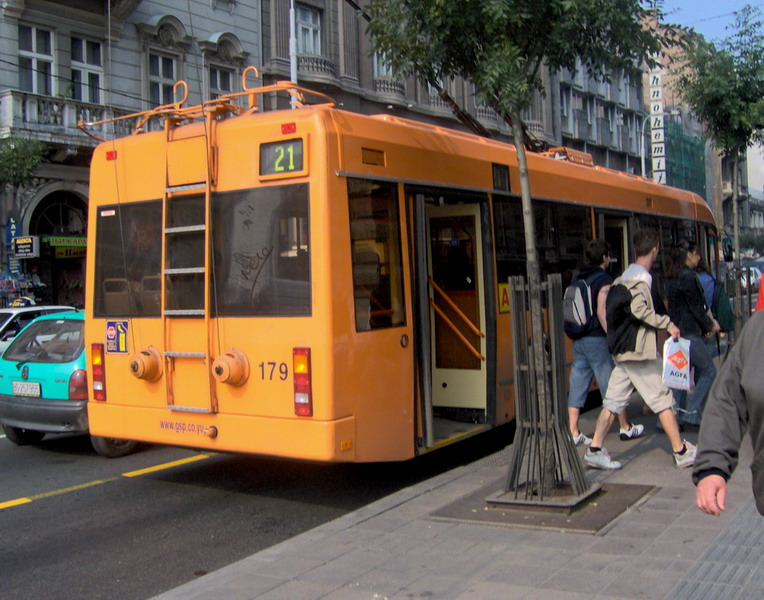
Troleibuze în Belgrad

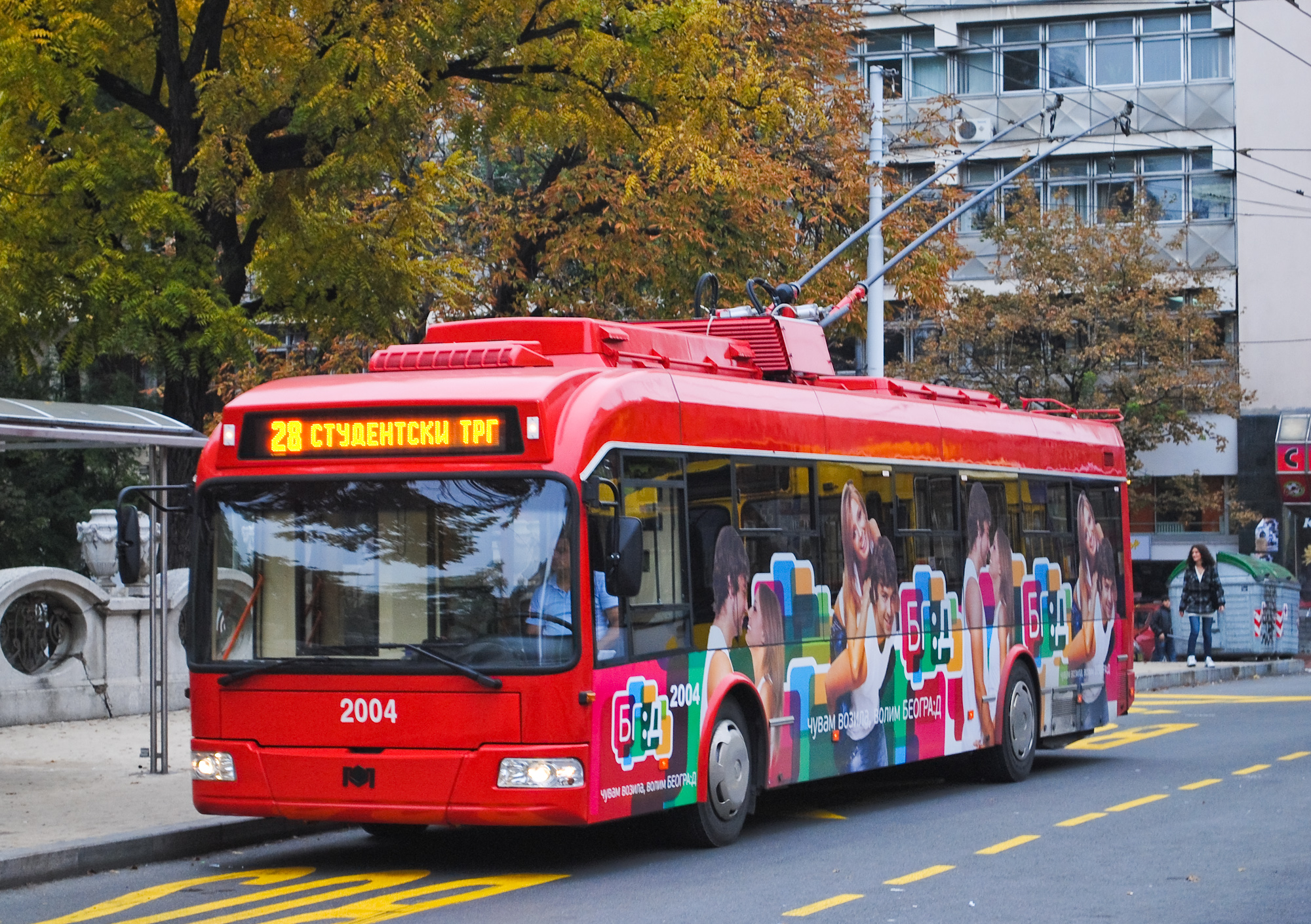
Noul troleibuz Belkommunmash pentru GSP

Prima linie de tramvai a fost introdusă în 1892. Tramvaiele și troleele sunt operate exclusiv de GSP Beograd, și există 12 linii normale de tramvai și 8 de trolee. În afară de faptul că, există două linii de tramvai de noapte.
Interesant este că tramvaiul cu numărul 2 (dvojka) este o line-cerc în centrul orașului, iar în acel loc este numit krug dvojke (cercul numărul 2).

### Microbuze
În aprilie 2007, șase linii de microbuz au fost introduse (E1-E7, cu excepția E3), care se încrucișa Belgrad. Microbuzele sunt toate dotate cu aer condiționat, sunt mai mici și, în general, mai rapide decât autobuzele. Cu toate acestea, biletele sunt cumpărate din interiorul microbuzului și acestea sunt mai scumpe decât cele obișnuite.